# Launch Vehicle Mark 3
Das Launch Vehicle Mark 3 (kurz LVM3), vormals GSLV Mk III, auch „Baahubali“ genannt, ist eine schwere indische Trägerrakete. Trotz des ursprünglich gleichen Namens beruht das LVM3 nicht auf dem Geosynchronous Satellite Launch Vehicle Mark I/II, sondern wurde neu konstruiert.

## Geschichte
Die Neuentwicklung des GSLV Mark III auf Basis der Erkenntnisse des GSLV Mark II wurde im Jahr 2007 beschlossen. Die Kosten sollten etwa 520 Millionen Dollar betragen. Als Erstflug wurde anfangs schon das Jahr 2008 angepeilt, jedoch immer weiter verschoben. Der erste Test der Feststoffbooster der ersten Stufe erfolgte am 24. Januar 2010 im Satish Dhawan Space Centre (SDSC), Sriharikota. Der Erststarttermin der vollständigen Rakete wurde dann 2013 auf den Frühsommer 2014 festgelegt, in der Folge aber wiederum um zwei Monate verschoben. Zwischenzeitlich wurde die Bezeichnung in LVM3 geändert. Am 18. Dezember fand dann der Erstflug der Rakete statt, wobei eine nicht funktionsfähige Oberstufen-Attrappe mitgeführt wurde und so wurde auf dem suborbitalen Flug nur das als Nutzlast dienende Crew Module Atmospheric Re-entry Experiment (CARE) getestet. Der nächste Start des LVM3 fand am 5. Juni 2017 statt und brachte den Kommunikationssatellit GSAT-19 in den Orbit. Im Jahr 2015 war geplant, die Rakete weiterzuentwickeln. Sie sollte nach damaligem Stand mit vier Boostern und einer stärkeren Kernstufe ausgerüstet werden.

## Technik
Die dreistufige Rakete besteht aus zwei als Erststufe dienenden S200-Feststoffraketen (Booster), einer L110-Kernstufe mit zwei Vikas-Flüssigkeitsraketentriebwerken und der kryogenen Oberstufe C25 mit einem Flüssigkeitsraketentriebwerk, das flüssigen Sauerstoff und Wasserstoff verwendet. Die Rakete hat eine Startmasse von 640 Tonnen und kann etwa 8 Tonnen Nutzlast in eine erdnahe Umlaufbahn in 600 Kilometer Höhe und etwa 4 Tonnen in eine Geotransferbahn bringen. Die S200-Feststofftriebwerke werden am Boden und die Kernstufe erst während des Fluges, noch vor dem Abtrennen der S200, gezündet.

## Startliste
Dies ist eine vollständige Liste der LVM3-Starts, Stand 28. Februar 2025.
| Lfd. Nr. | Startdatum (UTC)    | Typ          | Flug Nr. | Startplatz | Nutzlast      | Art der Nutzlast            | Nutzlastmasse (brutto 1) | Orbit 2    | Anmerkungen      |
| -------- | ------------------- | ------------ | -------- | ---------- | ------------- | --------------------------- | ------------------------ | ---------- | ---------------- |
| 01       | 18. Dez. 2014 04:00 | GSLV Mk. 3-X | X1       | SHAR SLP   | CARE          | unbemannte Raumkapsel       | 3775 kg                  | suborbital | Erfolg, Testflug |
| 02       | 5. Juni 2017 11:58  | GSLV Mk. 3   | D1       | SHAR SLP   | GSAT-19       | Kommunikationssatellit      | 3136 kg                  | GTO        | Erfolg           |
| 03       | 14. Nov. 2018 11:38 | GSLV Mk. 3   | D2       | SHAR SLP   | GSAT-29       | Kommunikationssatellit      | 3423 kg                  | GTO        | Erfolg           |
| 04       | 22. Juli 2019 09:13 | GSLV Mk. 3   | M1       | SHAR SLP   | Chandrayaan-2 | Mondsonde                   | 3250 kg                  | HEO        | Erfolg           |
| 05       | 22. Okt. 2022 18:37 | LVM3         | M2       | SHAR SLP   | OneWeb L14    | 36 Kommunikationssatelliten | je 147 kg                | LEO        | Erfolg           |
| 06       | 26. März 2023 03:30 | LVM3         | M3       | SHAR SLP   | OneWeb L18    | 36 Kommunikationssatelliten | je 147 kg                | LEO        | Erfolg           |
| 07       | 14. Juli 2023 09:05 | LVM3         | M4       | SHAR SLP   | Chandrayaan-3 | Mondsonde                   | 3900 kg                  | HEO        | Erfolg           |